# سنت (واحد پول)

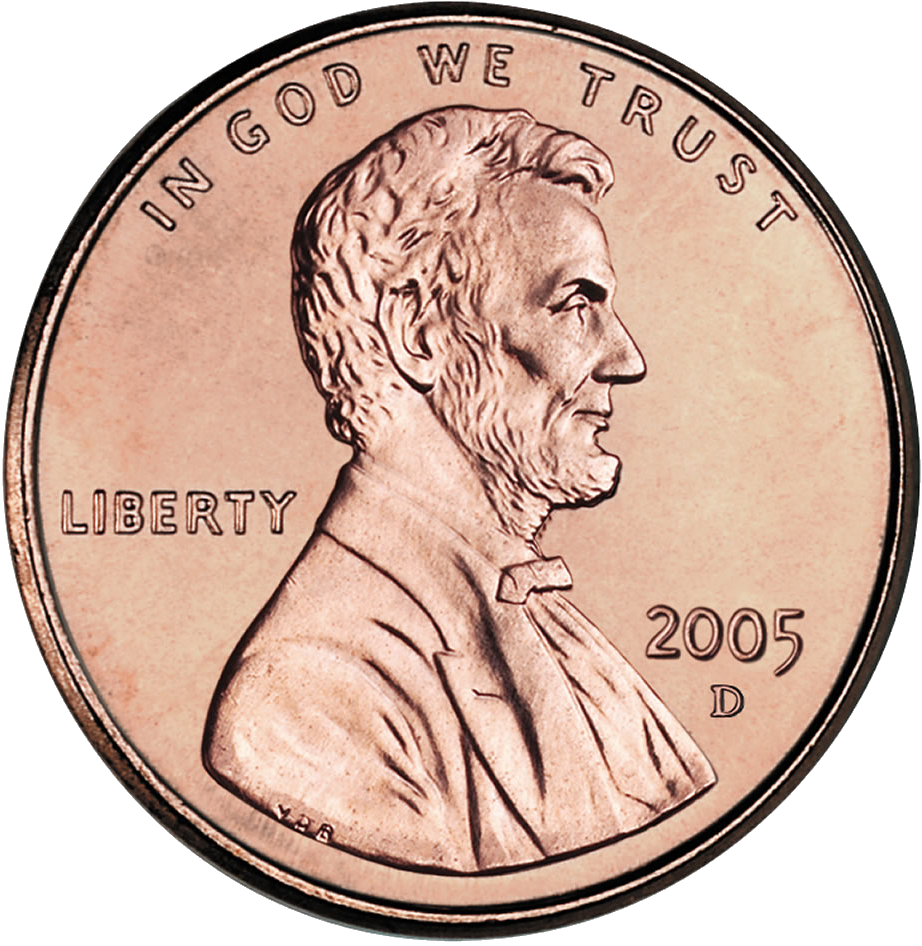
تصویر سکهٔ یک سنتی آمریکا که پنی نیز خوانده می‌شود.

سِنت (به انگلیسی: Cent) در بسیاری از کشورها معادل یک‌صدم یکای اصلی پول آن کشور است و غالباً به شکل سکه است.
در ایالات متحدهٔ آمریکا، سکهٔ یک‌سنتی را پِنی می‌نامند.
در کانادا، از سال ۲۰۱۲ ضربِ سکهٔ یک‌سنتی متوقف شد.
کلمهٔ «سنت» از کلمهٔ «سِنتُم» (centum) در زبان لاتین به‌معنی عدد «صد» آمده‌است.

## نماد
نماد سنت یک حرفِ C‏ (c) است که یک خط عمودی یا مورب (اسلش) بر روی آن افتاده‌است. در کانادا به شکل ¢، در منطقهٔ یورو، استرالیا و نیوزلند به شکل c، و در آفریقای جنوبی و ایرلند تا کنون از c استفاده می‌شود.